# Женщины в хорошем настроении
«Же́нщины в хоро́шем настрое́нии» (итал. Le donne di buon umore; фр. Les Femmes de Bonne Humeur) — одноактный балет (хореографическая комедия) в постановке Л. Ф. Мясина на музыку Д. Скарлатти, либретто балетмейстера по комедии К. Гольдони, сценография Л. С. Бакста. Впервые представлен труппой Русский балет Дягилева 12 апреля 1917 года в театре Костанци, Рим.

## История
С. Л. Григорьев писал в воспоминаниях, что С. П. Дягилев называл «Женщины в хорошем настроении» своим «итальянским балетом». Согласно данным Е. Я. Суриц, исследовательницы творчества Л. Ф. Мясина, замысел антрепренёра возник в Италии осенью 1916 года. «Это был первый из комедийных спектаклей Мясина, и в этом жанре он стал вскоре особенно знаменит». Если первый неосуществлённый балет Мясина «Литургия» был литургическим, «Менины» стал первым балетом испанской тематики, то «Женщины в хорошем настроении» представляли одноактную хореографическую версию венецианской комедии нравов с использованием масок, любовных интриг, обманов и переодеваний. Сюжет комедии был предложен Мясину Дягилевым.

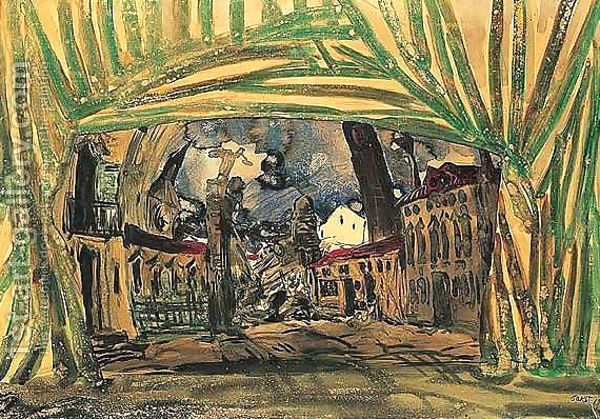
Л. С. Бакст. Первоначальный эскиз декорации с наклонёнными зданиями, 1917

При сочинении стилизации Мясин прибег к совету Дягилева использовать картины Гварди. Балетмейстер заимствовал «томные жесты женщин, изящную пластику рук и невыразимую грусть взглядов» с полотна «Праздник любви» («Венецианский праздник»?) Ватто, а детали сцены ужина и сервировку стола — с работ Пьетро Лонги. Бакст задумал эскиз декорации с круглой венецианской площадью, видимую будто сквозь стеклянный шар, но по требованию Дягилева переделал его «в манере уличных сцен Франческо Гварди». В то время Мясин изучал работы французских хореографов, предложение Дягилева воспринял как «блестящую возможность реализовать на практике танцевальную технику Рамо и Фёйе». Современники отмечали, что балетмейстер тщательно репетировал свою новую постановку. Согласно цитируемым Елизаветой Суриц мемуарам Леонида Мясина, Ольга Хохлова познакомилась с Пабло Пикассо на репетициях данного балета.

## Сюжет
В 1758 году в Венеции была представлена комедия в стихах на венецианском диалекте Le morbinose Карло Гольдони. В том же году сочинение было переведено на итальянский язык, и пьеса была показана в Риме под названием Le donne di buon umore. 
Действие происходит в Венеции во время карнавала. Балетмейстер разделил сцену на две части: первую отвёл для уличного карнавала, вторую — для кафе.
Типичный для комедии нравов сюжет представляет запутанную интригу, построенную на розыгрыше графа Ринальдо четырьмя женщинами, проказницами и шалуньями, — Констанцей и её подругами Феличитой, Доротеей и Паскиной. Констанца решила испытать верность своего жениха, графа Ринальдо, послав ему записку от имени таинственной незнакомки, приглашавшей графа на любовное свидание.

## Премьера
- 1917, 12 апреля — «Женщины в хорошем настроении», хореографическая комедия в одном акте. Музыка Д. Скарлатти в оркестровке и аранжировке В. Томмазини[итал.]. Либретто по пьесе К. Гольдони и хореография Л. Мясина, декорация и костюмы Л. Бакста. Театр Костанци, Рим[1][2][3][13][14]. Дирижёр Э. Ансерме[3]. Некоторые источники указывают автором либретто Винченцо Томмазини[3].

Действующие лица и исполнители:
- Маркиз ди Лука (Luca, старый толстяк, поклонник Мариуччи) — Энрико Чекетти
- Маркиза Сильвестра (Silvestra, сестра Луки) — Джузеппина Чекетти[15]
- Констанца (Costanza, племянница Луки и Сильвестры) — Любовь Чернышёва[15]
- Феличита (Felicita, подруга Констанцы) — Ольга Хохлова[3]
- Доротея (подруга Констанцы) — Мария Шабельская[16]
- Паскина (подруга Констанцы) — Антонова [16]
- Граф Ринальдо (возлюбленный Констанцы) — М. Новак[16]
- Мариучча (Mariuccia, служанка Констанцы) — Лидия Лопухова
- Батиста (Battista, кавалер Паскины, поклонник Мариуччи) — Станислав Идзиковский
- Леонардо (Leonardo, муж Феличиты, поклонник Мариуччи) — Леонид Мясин
- Никколо́ (Nicolò, официант кафе «Орёл») — Леон Войциховский[3][15]

В Риме балет повторно исполнялся 15 и 16 апреля. Первый показ в Париже состоялся в театре Шатле 11 мая 1917 года (повторно 21, 23, 25 и 26 мая). Затем труппа Дягилева представила балет в Мадриде и Барселоне, а летом и осенью того же года — во время гастролей в Южной Америке в театрах Уругвая, Бразилии и Аргентины. Лондонская премьера прошла в Колизеуме 5 сентября 1918 года. «Женщины в хорошем настроении» прочно вошли в репертуар Русского балета Дягилева и присутствовали в гастрольных программах 1917—1927 годов в странах Европы (Испания, Италия, Франция, Англия, Швейцария, Бельгия, Нидерланды, Германия), и чаще всего были показаны в Монако в Опере Монте-Карло. В последний раз труппа Дягилева представила спектакль 20 мая 1927 года в Барселоне.
Балет также исполнялся на гастролях в Австралии и Новой Зеландии труппами полковника Василия де Базиля «Русский балет Ковент-Гардена» (1938/39) и «Оригинальный русский балет» (1939/40).
В 1962 году Л. Ф. Мясин возобновил собственный балет с труппой Королевский балет Великобритании. 

## Оценки
А. Н. Бенуа упоминал в воспоминаниях о постановке Л. Ф. Мясина и сценографии Л. С. Бакста, созданной до размолвки с С. П. Дягилевым: «Прелестен был и другой балет, положенный на старинную музыку, — а именно Les femmes de bonne humeur, хотя и подбор музыки Скарлатти и его модернизация неизмеримо уступали тому, что было произведено с Перголези. Бакст сделал (ещё до разрыва с Дягилевым) очаровательные костюмы, напоминавшие те, что видишь на старинных фантошках и в гармонии с ними находилась выдержанная в бурых тонах декорация, на которой безобидной уступкой времени явилось лишь то, что здания на ней казались слегка наклонёнными. Откровенной гримасой было то, что хореографии был придан марионеточный характер: гротескные персонажи этой балетной интерпретации Гольдони и двигались и жестикулировали точно подёргиваемые за ниточки. Но такая „пикантность“ не мешала все же спектаклю Femmes de bonne humeur производить чарующее впечатление». 
С. Л. Григорьев также находил костюмы Бакста весьма удачными и писал о премьере: «12 апреля мы показали „Женщин в хорошем настроении“ и зрители остались чрезвычайно довольны. Остроумная хореография Мясина прекрасно подходила к музыке Скарлатти. Что касается исполнения, то никогда ранее наша труппа так хорошо не танцевала, может быть, потому, что ни один балет не репетировался так тщательно. Лопухова, Чернышёва, маэстро Чекетти, Идзиковский и Войцоховский — все были великолепны. Этот балет оказался одной из лучших мясинских постановок».